# Song Dae-Nam
Song Dae-Nam (en coreano: 송대남; 5 de abril de 1979) es un deportista surcoreano que compitió en judo. Participó en los Juegos Olímpicos de Londres 2012, obteniendo una medalla de oro en la categoría de –90 kg.

## Palmarés internacional
| Juegos Olímpicos | Juegos Olímpicos      | Juegos Olímpicos | Juegos Olímpicos |
| Año              | Lugar                 | Medalla          | Categoría        |
| ---------------- | --------------------- | ---------------- | ---------------- |
| 2012             | Londres (Reino Unido) | Medalla de oro   | –90 kg           |